# Rhyacia birivia
Rhyacia birivia là một loài bướm đêm trong họ Noctuidae.